# Tribun (ämbete)
Tribun (lat. tribunus) var titeln på en rad romerska ämbeten.
Tribun var också det romerska namnet på en tribuns fyrkantiga eller halvrunda upphöjda ämbetsplats på vilken den presiderande ämbetsmannen eller domaren hade sin plats vid offentliga framträdanden. 

## Folktribun
Folktribun (lat. tribunus plebis) var ett ämbete som enligt traditionen ska ha inrättats år 494 f.Kr. Ursprungligen var tribunerna två, men antalet höjdes fram till 457 f.Kr. till tio. Ämbetet skapades som skydd för plebejerna mot de patriciska ämbetsmännens övergrepp. Deras ställning byggde på att de genom ed var okränkbara, att de hade vetorätt och att de kunde låta fängsla ämbetsmän. År 23 f.Kr. övertog Augustus tribunernas makt och titel vilket i framtiden skulle tillhöra kejsarna.

## Krigstribun
En krigstribun (lat. tribunus militus) var stabsofficer i den romerska armén. Det fanns sex sådana i varje legion. Vaniligtvis rekryterades de bland equites.

## Konsulartribun
Konsulartribuner (lat. tribunus militum consulari potestate) var de 3-6 ämbetsmän som under cirka 80 år mellan 444 och 367 f.Kr. ersatte konsulerna.

## Jämför
- Tribunal